# Anna Nehrebecka

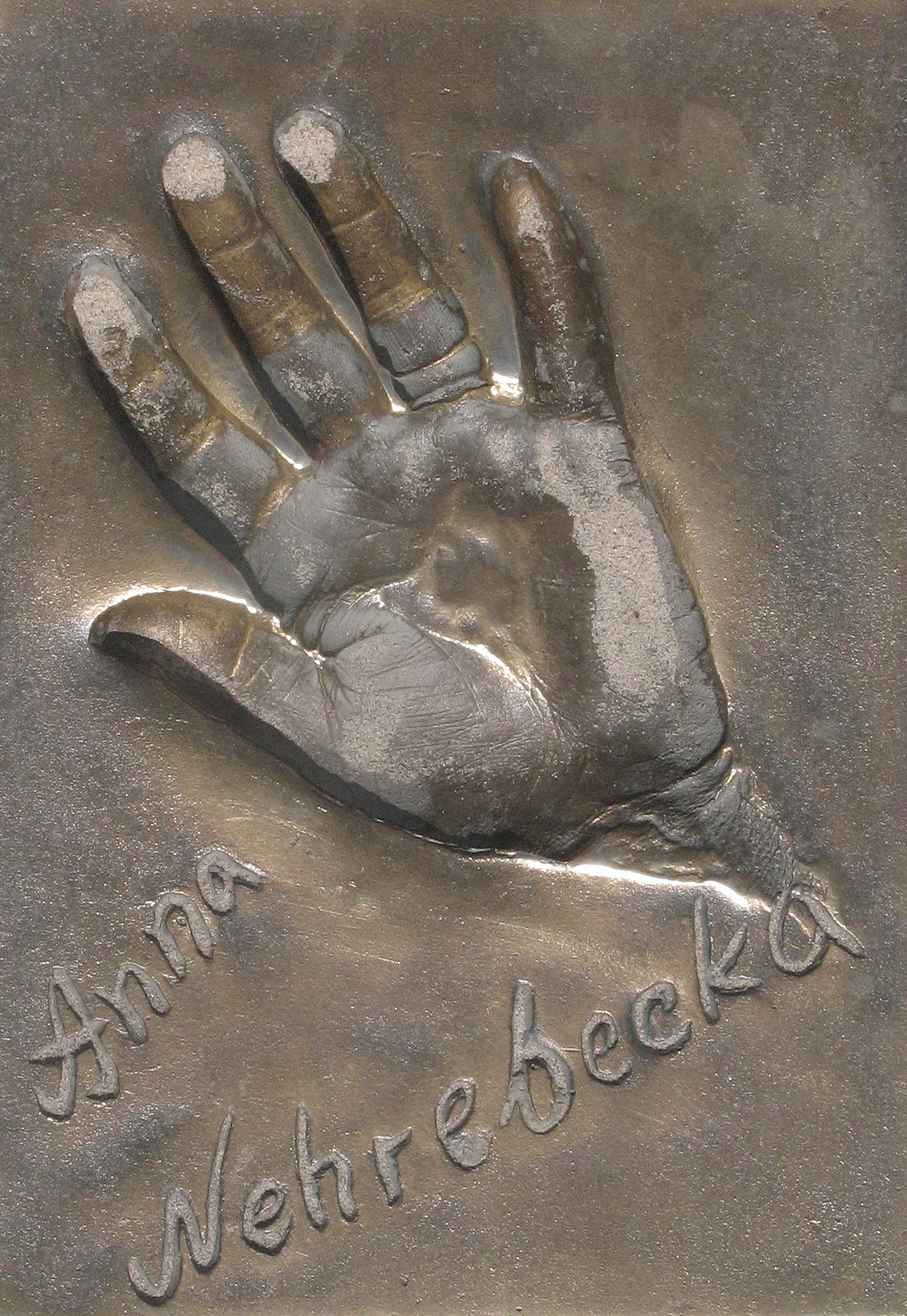
Odcisk dłoni w Alei Gwiazd w Międzyzdrojach

Anna Teresa Nehrebecka-Byczewska z domu Wojciechowska (ur. 16 grudnia 1947 w Bytomiu) – polska aktorka teatralna i filmowa, działaczka samorządowa.

## Życiorys

### Wykształcenie i kariera aktorska
W 1969 ukończyła studia w warszawskiej PWST, debiutowała w filmie w 1967 (pod panieńskim nazwiskiem). W 1969 została aktorką Teatru Polskiego w Warszawie. Zagrała liczne role teatralne, filmowe i telewizyjne z repertuaru klasycznego i współczesnego. Popularność przyniosły jej w latach 70. role w serialach telewizyjnych, tj. Droga, Polskie drogi i Rodzina Połanieckich, a także rola w filmie Ziemia obiecana.
Tworzyła programy poetycko-recytatorskie w radiu i telewizji. Cykl ten zapoczątkowany został w latach 70., zawierał m.in. utwory Stanisława Balińskiego, Zofii Bohdanowiczowej, Ryszarda Kiersnowskiego, Beaty Obertyńskiej. W okresie stanu wojennego odmówiła występów w telewizji publicznej; prezentowała natomiast poezję w kościołach i domach prywatnych. W latach 90. występowała z koncertami poetyckimi w Europie, Australii, Nowej Zelandii i USA. Grała w filmach realizowanych we Francji i na Węgrzech. Zagrała też jedną z głównych ról – polską żonę albańskiego oficera – w albańskim filmie Kujtima Çashku Pułkownik Bunkier (1998). W 2001 zrezygnowała z kariery aktorskiej, wraz z rodziną przeprowadziła się na kilka lat do Brukseli, gdzie jej mąż Iwo Byczewski pełnił funkcję ambasadora RP w Belgii. Po powrocie do Polski w 2007 zaczęła gościnnie występować, zagrała m.in. w sztuce Peer Gynt w Teatrze Dramatycznym w Warszawie.
W 2014 została laureatką Orła za drugoplanową rolę kobiecą w filmie Chce się żyć. W 2025 opublikowała książkę Pani Anka. Nehrebecka w rozmowie z Katarzyną Ostrowską, w której podzieliła się wspomnieniami z ponad 50 lat kariery scenicznej i filmowej, opowiadając o kulisach pracy aktorskiej, życiu prywatnym oraz zaangażowaniu się w działalność społeczną i polityczną.

### Działalność polityczna
Była członkinią komitetu poparcia Bronisława Komorowskiego przed wyborami prezydenckimi w 2010 i w 2015. Była członkinią Unii Wolności, w 2010 wstąpiła do Platformy Obywatelskiej.
W 2010 uzyskała mandat radnej miasta Warszawy z ramienia Platformy Obywatelskiej, w 2014, 2018 i 2024 z powodzeniem ubiegała się o reelekcję.

## Odznaczenia i wyróżnienia
W 1975 otrzymała Złoty Krzyż Zasługi, w 1988 odznakę „Zasłużony Działacz Kultury”, a w 1994 honorową odznakę Polskiego Związku Niewidomych. W 1978 przewodniczący Komitetu do Spraw Radia i Telewizji przyznał jej nagrodę za współudział artystyczny i wybitne wykonawstwo w programach politycznych Polskiego Radia.
W 1999 odznaczona przez prezydenta RP Aleksandra Kwaśniewskiego Krzyżem Kawalerskim Orderu Odrodzenia Polski. W 2007 prezydent RP Lech Kaczyński, za wybitne zasługi w działalności na rzecz przemian demokratycznych w Polsce, za zaangażowanie w walkę o wolność słowa i wolne media, za osiągnięcia w podejmowanej z pożytkiem dla kraju pracy zawodowej i społecznej, odznaczył ją Krzyżem Oficerskim Orderu Odrodzenia Polski. W tym samym roku minister kultury i dziedzictwa narodowego Bogdan Zdrojewski nadał jej Srebrny Medal „Zasłużony Kulturze Gloria Artis”.
W 2013 rada miejska Ostrowa Wielkopolskiego wyróżniła ją tytułem honorowego obywatela miasta.
W 2015 prezydent Albanii Bujar Nishani wręczył jej Order Naima Frashëriego za wybitne osiągnięcia artystyczne.

## Życie prywatne
Jej wujem był poeta i dziennikarz Ryszard Kiersnowski. Dwukrotnie zamężna. Jej pierwszym mężem był aktor Gabriel Nehrebecki, drugim mężem został dyplomata Iwo Byczewski. Ma dwie córki: Agatę i Magdalenę. Zamieszkała na warszawskim Powiślu.

## Filmografia
- Duch z Canterville (1967, reż. Ewa Petelska) – Virginia Otis
- Podróżni jak inni (1969, reż. Wojciech Marczewski) – zakonnica
- Mały (1970, reż. Julian Dziedzina) – Ania, gosposia Lewickich
- Życie rodzinne (1971, reż. Krzysztof Zanussi) – kobieta z dzieckiem w oknie
- Kopernik (1972, reż. Ewa i Czesław Petelscy) – Diana d’Este na dworze w Ferrarze
- Kopernik (1972, reż. Ewa i Czesław Petelscy) – Diana d’Este na dworze w Ferrarze
- Droga (1973, reż. Sylwester Chęciński) – Helena Gerlicz, żona Zbyszka
- Ziemia obiecana (1974, reż. Andrzej Wajda) – Anka, narzeczona Borowieckiego
- Doktor Judym (1975, reż. Włodzimierz Haupe) – Joanna Podborska
- Zanim nadejdzie dzień (1976, reż. Roman Rydzewski) – Barbara Sieradzka
- Olśnienie (1976, reż. Jan Budkiewicz) – Helena Łapińska
- Polskie drogi (1976, reż. Janusz Morgenstern) – Justyna, córka Zygadlewicza
- Noce i dnie (1977, reż. Jerzy Antczak) – Celina Mroczkówna-Katelbina
- Rytm serca (1977, reż. Zbigniew Kamiński) – Magda, żona Andrzeja
- Kísértés (1977, reż. Károly Esztergályos) – Kekiné
- Rodzina Połanieckich (1978, reż. Jan Rybkowski) – Marynia Pławicka
- Romans Teresy Hennert (1978, reż. Ignacy Gogolewski) – Basia Olinowska
- Czułe miejsca (1980, reż. Piotr Andrejew) – samotna
- Jan Serce (1981, reż. Radosław Piwowarski) – Małgosia Krukowska
- Zasieki (1981, reż. Andrzej Jerzy Piotrowski) – Zosia
- Najdłuższa wojna nowoczesnej Europy (1982, reż. Jerzy Sztwiertnia) − Matylda Hausner-Frankowska
- Marynia (1983, reż. Jan Rybkowski) – Marynia Pławicka-Połaniecka
- Dom wariatów (1984, reż. Marek Koterski) – Wanda, żona Gigiego
- Komediantka (1987, reż. Jerzy Sztwiertnia) − Zaleska
- Po upadku. Sceny z życia nomenklatury (1990, reż. Andrzej Trzos-Rastawiecki) – Maryla Nowacka
- Panna z mokrą głową (1994, reż. Kazimierz Tarnas) − mama Irenki
- Panna z mokrą głową (1994, reż. Kazimierz Tarnas) − mama Irenki
- Papież Polak (1995, reż. Alina Czerniakowska) − narrator
- Damski interes (1996, reż. Krzysztof Zanussi) – Dorota, przyjaciółka Zofii
- Złotopolscy (1997, reż. Maciej Dutkiewicz, Janusz Dymek, Ireneusz Engler, Radosław Piwowarski, Janusz Zaorski) – Barbara Złotopolska
- Pułkownik Bunkier (1998, reż. Kujtim Çashku) – Ana Jakubowska-Neto
- Zaduszki narodowe 2000. Sybir ostatnie pożegnanie (2000, reż. Olgierd Łukaszewicz) – narrator
- Na dobre i na złe (2004, reż. Maciej Dejczer, Janusz Zaorski) – Irena Suchocka
- Kopciuszek (2006, reż. Jerzy Łukaszewicz) – Bożena
- Popiełuszko. Wolność jest w nas (2009, reż. Rafał Wieczyński) – aktorka
- Londyńczycy (2010, reż. Maciej Migas) – matka Marii
- Instynkt (2011, reż. Patryk Vega) – Małecka, matka Kamila
- Mój rower (2012, reż. Piotr Trzaskalski) – Barbara Starnawska, żona Włodzimierza
- Chce się żyć (2013, reż. Maciej Pieprzyca) – pani Jola, nauczycielka języka Blissa
- Sierpniowe niebo. 63 dni chwały (2013, reż. Ireneusz Dobrowolski) – matka Basi
- Siostry (2017, reż. Leszek Wejcman) – kuratorka Kaśki
- Kruk (2018, reż. Maciej Pieprzyca) – Anna Morawska, żona Zygmunta
- Usta usta (2020, reż. Łukasz Jaworski) – Irena, matka Izy i Marty